# Hydrogamasellus testudinis
Hydrogamasellus testudinis är en spindeldjursart som beskrevs av Wolfgang Karg 1976. Hydrogamasellus testudinis ingår i släktet Hydrogamasellus och familjen Ologamasidae. Inga underarter finns listade i Catalogue of Life.